# 北张庄镇
北张庄镇，是中华人民共和国河北省邯郸市邯山区下辖的一个乡镇级行政单位。

## 行政区划
北张庄镇下辖以下地区：
北张庄村、王湾村、河边村、小张庄村、东村、郭庄村、左西村、西村、二十里铺村、大隐豹村、小隐豹村、董二庄村、北羊井村、南羊井村、西孙庄村、郑岗村和陈岗村。